# Hkakabo Razi
Hkakabo Razi (burmesiska: ခါကာဘိုရာဇီ) är med sina 5 881 m ö.h. det högsta berget i Myanmar och hela Sydostasien. Berget ligger i en avsides del av Himalaya och Myanmar, då det tar 4 veckors vandring att komma till dess base camp..